# Dombes
Pour la région de l'archipel des Kerguelen, voir Dombes (îles Kerguelen).
La Dombes est une région naturelle et historique du département français de l'Ain (région Auvergne-Rhône-Alpes). Lié à l'ancienne principauté de Dombes, ce pays est caractérisé par ses nombreux étangs parsemant un plateau d'origine morainique.
Voisine des régions naturelles du Beaujolais, de la Bresse et du Bugey, la Dombes a son centre géographique dans la ville de Villars-les-Dombes, sa principale localité étant Trévoux, située sur la Saône, à la limite sud-ouest du pays.
Sur le plan historique, la Dombes, qui fait partie du Saint-Empire, échoit vers 1400 à la maison française de Bourbon. Elle est occupée par l'armée française de 1523 à 1560 au moment des guerres d'Italie, à la suite de la trahison du connétable de Bourbon. En 1560, François II la restitue à la maison de Bourbon (branche Montpensier), qui en fait une sorte de principauté souveraine à la frontière entre la France et l'Empire. En 1693, la Dombes passe au duc du Maine (fils légitimé de Louis XIV), dont un descendant la cède à Louis XV en 1762 en échange de différents fiefs français.

## Géographie

### Situation
Le pays de Dombes est situé au sud-ouest du département de l'Ain, au nord-est de Lyon.
Trévoux se trouve à 20 km au nord de Lyon et à 60 km au sud-ouest de Bourg-en-Bresse, Villars-les-Dombes à 25 km au nord-est de Lyon et 30 km de Bourg.

### Géographie physique
La Dombes, dont la superficie est d'environ 1 500 km2, correspond à un plateau d'origine morainique (dépôts de sable, de cailloux et d'argile laissés lors du retrait des glaciers quaternaires) entre Saône, Rhône et Jura.
Elle est limitée à l'ouest par la vallée de la Saône (affluent du Rhône à Lyon) au sud par la Côtière, ligne de hauteurs qui surplombe les plaines du Rhône, à l'est par l'Ain (affluent du Rhône) qui la sépare du Bugey et par le Revermont, limite du massif du Jura. En revanche, la limite nord est moins nette : on passe progressivement de la Dombes à la Bresse, les étangs devenant moins nombreux.
Le relief est assez plat. Le réseau hydrographique (Veyle, Chalaronne) est orienté sud-ouest.

### Voies de communication
La Dombes est traversée par la ligne de chemin de fer de Lyon-Saint-Clair à Bourg-en-Bresse et par la RN 83 qui relie Lyon à Bourg-en-Bresse.

### Un pays rural proche de Lyon
La partie sud-ouest est devenue suburbaine de Lyon.

## Le pays de Dombes

### Toponymie
Le nom est attesté en latin au VIIe siècle sous la forme terra de Dumbis[réf. nécessaire]

### «La Dombes» ou «les Dombes»?
La formule « les dombes » (sans majuscule) désigne les étangs, et plus précisément les fonds d'étangs, les eaux troubles.
En ce qui concerne le pays de Dombes, l'utilisation du pluriel ou du singulier est sujette à discussion. Selon Georges Fafournous, « académicien de la Dombes », il faut dire « la Dombes » (d'ailleurs la dénomination de l'Académie de la Dombes, créée en 1980, et ses articles en témoignent), mais les habitants, appelés « Dombistes », disent aussi bien « la Dombes » que « les Dombes ».
La formule « en Dombes » signifie « dans le pays de Dombes », tandis que si on dit « dans les dombes », il s'agit des étangs.
Le nom de la commune de Villars-les-Dombes peut prêter à confusion. Il ne s'agit pas de l'article défini pluriel, mais d'une préposition tombée en désuétude, sauf en toponymie, « lès », qui signifie « près de », ici orthographiée « les ». Une orthographe plus convenable serait « Villars-lès-Dombes ».

### Aspect historique
À partir du mariage d'Humbert de Beaujeu et de Marguerite de Baugé, la Dombes, soit l'ensemble des territoires de la maison de Beaujeu situés sur la rive gauche de la Saône – également appelé à l'époque « Beaujolais à la part de l'empire », par opposition au Beaujolais propre, vassal du royaume – forme une souveraineté sur laquelle les princes exercent les droits régaliens (notamment battent monnaie) et ne dépendent pas du roi de France. Cette souveraineté a pour capitale Trévoux et est formée de deux territoires non contigus avec douze châtellenies dont celles de Trévoux, Thoissey, Saint-Trivier, Ambérieux, Beauregard, Villeneuve, Montmerle, Baneins et Ligneux, constituent la basse Dombes, à l'ouest, et les trois autres, Chalamont, Lent et Le Chatelard forment la haute Dombes, à l'est. Le territoire qui sépare les deux Dombes avec Villars et Châtillon est appelé le couloir bressan.
En 1762, lorsque la principauté de Dombes est rattachée au royaume de France, elle devient un pays de France, compris dans le gouvernement général de Bourgogne, situé entre la Bresse, le Lyonnais, le Beaujolais et le Mâconnais.
De nos jours, la Dombes est un des « pays de l'Ain », avec la Bresse, le Bugey, le Revermont et le Pays de Gex.

### Les étangs de Dombes

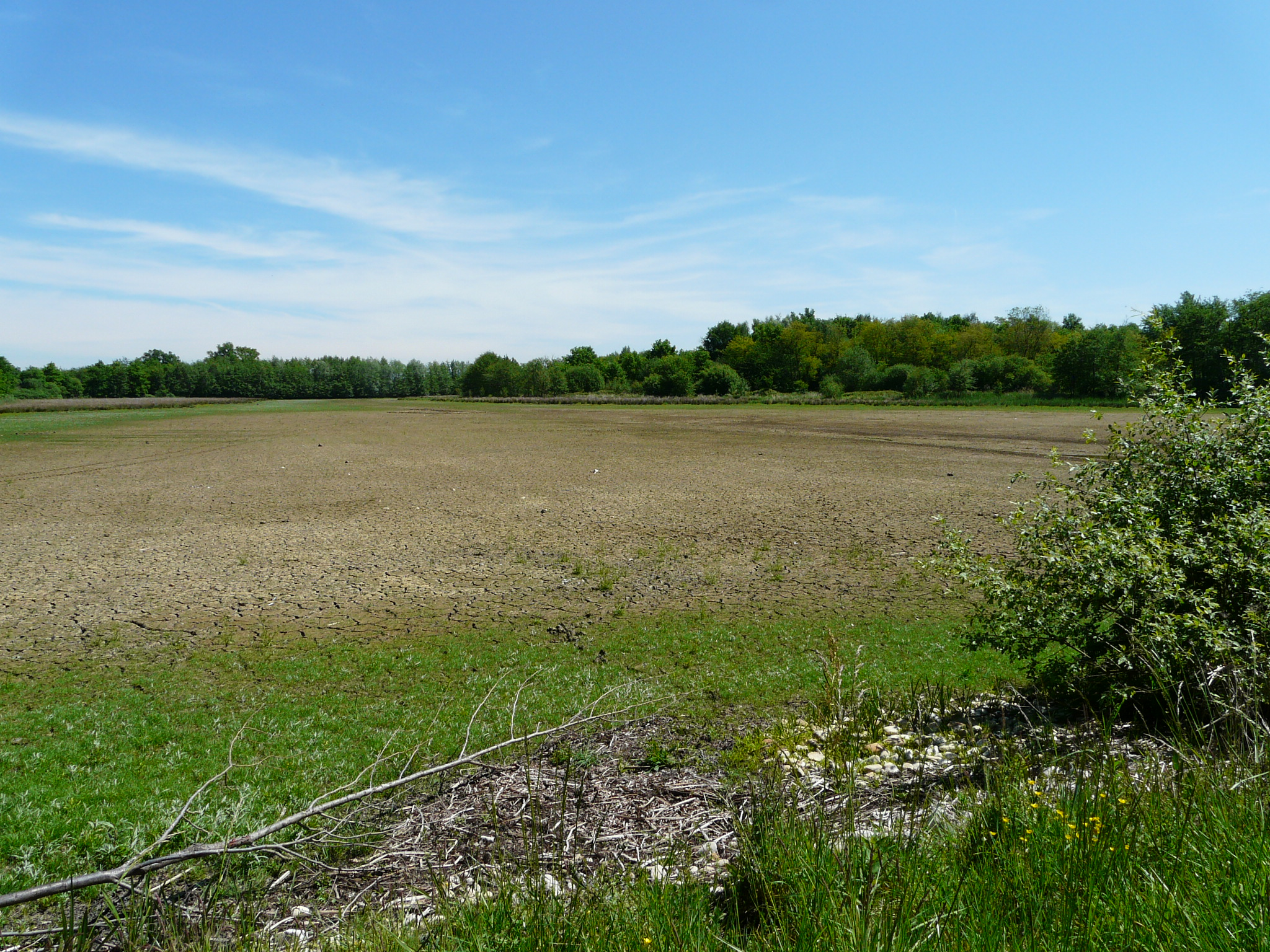
L'étang Neuf, près de Bouligneux, en assec (mai 2014).

Les étangs, très nombreux (plus de mille qui occupent environ 11 000 ha), sont d'origine humaine. Ils ont été creusés principalement par les moines, en mettant à profit les dépôts d'argile morainiques. En particulier, leur profil est maîtrisé et déterminé par le type de pêche; à la différence des étangs du Forez, au fond plat, les étangs de la Dombes présentent une très légère pente, permettant à l'eau de s'écouler lentement et régulièrement vers l'émissaire (dénommé « thou ») lors de leur vidange au printemps tous les 4-5 ans à l'occasion de la pêche, avant d'être laissés à sec en général un été, pour être cultivés en avoine ou en maïs. Ils permettent une pisciculture importante de carpes et de brochets depuis longtemps et alimentaient les populations, en particulier de Lyon, lors des nombreux « jours maigres ».
L'alternance assec-évolage est une particularité culturelle et culturale locale, où culture céréalière et élevage du poisson sont intimement associés.
La grenouille verte de la Dombes est une spécialité culinaire locale.

### Une grande richesse écologique

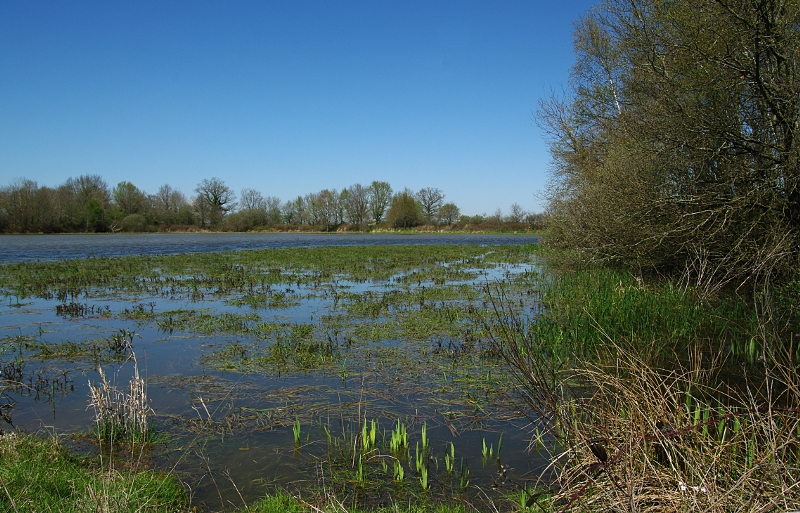
Paysage de la Dombes.

D'un point de vue ornithologique, la Dombes est la zone biogéographique présentant la plus grande diversité spécifique[réf. nécessaire] de la région Auvergne-Rhône-Alpes : elle possède 131 espèces d'oiseaux nicheurs. C'est une "zone humide d'importance internationale" pour les oiseaux migrateurs, classée en ZICO (zone importante pour la conservation des oiseaux).
L'ensemble des étangs est proposé au réseau Natura 2000.
Parmi les espèces emblématiques de la Dombes, on peut citer :
- le grèbe à cou noir ;
- la nette rousse ;
- la guifette moustac.

Outre les oiseaux, la Dombes est aussi une zone majeure pour la préservation d'un grand nombre d'autres espèces comme :
- la marsilée à 4 feuilles,
- la rainette verte,
- la leucorrhine à gros thorax,

Ces trois espèces, comme beaucoup d'autres, trouvent ainsi en Dombes un bastion majeur pour leur préservation à l'échelle nationale.
Depuis le 22 mars 2023, la Dombes est désormais labélisée site RAMSAR. Ce label reconnaît l'importance internationale de la Dombes en tant que zone humide pour la préservation de la biodiversité.

## Histoire

### Antiquité et haut Moyen Âge

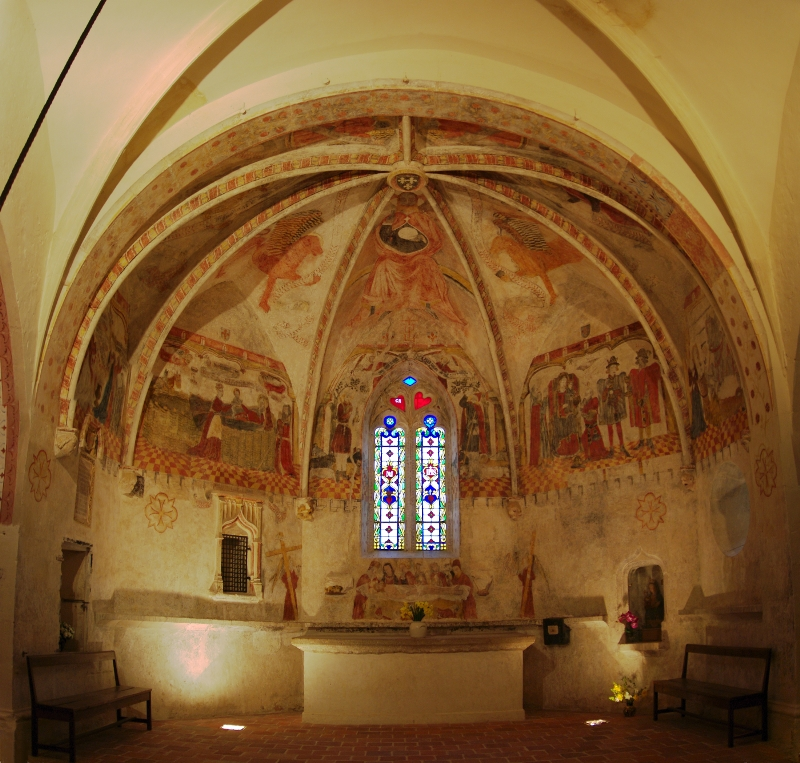
Cœur de la chapelle Notre-Dame-de-Beaumont à La Chapelle-du-Châtelard. Peintures murales du XV

Dans la Gaule préromaine, le territoire de la Dombes appartient au peuple des Ambarres, mentionnés par César dans La Guerre des Gaules. Dans l'Empire romain, il fait partie de la province de Lyonnaise (capitale : Lyon).
Au Ve siècle, le pays fait partie du royaume des Burgondes, qui est conquis par les fils de Clovis en 534, devenant le royaume franc de Bourgogne.
Le traité de Verdun (843), qui partage l'empire carolingien entre les trois petits-fils de Charlemagne, place la Dombes, située à l'est de la Saône, dans la Francie médiane (ou Lotharingie) qui échoit à Lothaire, aussi titulaire du titre d'empereur.
En 962, elle est intégrée dans le Saint-Empire romain germanique, qui rassemble les territoires des anciens royaumes de Francie médiane et de Francie orientale, face au royaume de Francie occidentale, qui devient le royaume de France sous la dynastie des Capétiens.

### La Dombes, terre du roi de France (1762-1789)
Le 30 août 1762, la Dombes devient une possession du roi de France.

#### Suppression du Parlement de Trévous (1771)
Par un édit du mois d'octobre 1771, enregistré le 31 décembre suivant, le roi supprime le parlement de Trévoux et sa chancellerie. Les attributions du parlement dont il connaissait comme parlement et cour des aides sont portées devant le conseil supérieur de Lyon ; celles dont il connaissait comme chambre des comptes sont dévolues à la chambre des comptes de Paris et celles dont il connaissait comme bureau des finances sont attribuées au bureau des finances de Lyon.

#### Création de la sénéchaussée de Trévoux (1772)
Par un édit de janvier 1772, enregistré le 22 de ce mois, le roi supprime la châtellenie de Trévoux ainsi que les bailliages de Chalamont et de Thoissey et crée une « sénéchaussée et siège d'élection réunis ».
L'édit porte que ce tribunal tiendrait ses séances à Trévoux et connaîtrait de toutes les matières qui ressortissaient de la chambre des requêtes du parlement de Trévoux, ainsi que les bailliages supprimés, sauf l'appel au conseil supérieur de Lyon. Des lettres-patentes du 22 mars 1771, enregistrées le 5 mai suivant, portent que les appels des jugements rendus en la sénéchaussée établie à Trévoux, seront relevées au présidial de Lyon en toutes causes et matières de nature à pouvoir y être jugées. Lorsque, en 1774, le roi rétablit le parlement de Paris et supprime les conseils supérieurs créés en 1771, la sénéchaussée de Trévoux est comprise dans le ressort du parlement de Paris et celui-ci substitué au conseil supérieur de Lyon.

#### Dissolution de la principauté de Dombes (1781)
Par un édit de Louis XVI du mois de septembre 1781, enregistré au Parlement de Dijon le 6 mars 1782 suivant les lettres de jussion du 22 février de la même année, l'ancienne souveraineté de Dombes est rattachée au pays de Bresse (et ses états) et incorporée à la généralité de Bourgogne. Les enjeux de cette réunion sont essentiellement fiscaux[réf. souhaitée].

### Période de la Révolution française

#### Création des départements (1790)
En 1790, l'Assemblée nationale constituante réorganise le royaume en créant les départements (qui remplacent différentes entités administratives), composées de communes (qui remplacent les paroisses).
Le royaume est divisé en 85 départements, dont celui de l'Ain, dont relève le territoire de la Dombes. Cependant, un décret ultérieur officialise cette situation en annexant formellement la Dombes au royaume de France.

#### Annexion officielle par l'Assemblée nationale (27 septembre 1791)
L'Assemblée nationale constituante confirme l'incorporation de la Dombes au royaume par un décret du 27 septembre 1791, sanctionné par Louis XVI le 16 octobre suivant, « portant réunion à la France du pays de Dombes et dépendances ».

### XIXesiècle

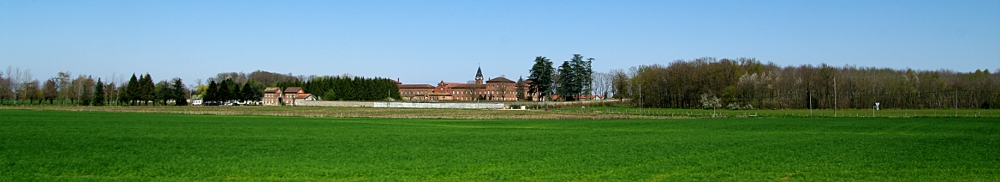
Abbaye Notre-Dame-des-Dombes au Plantay.

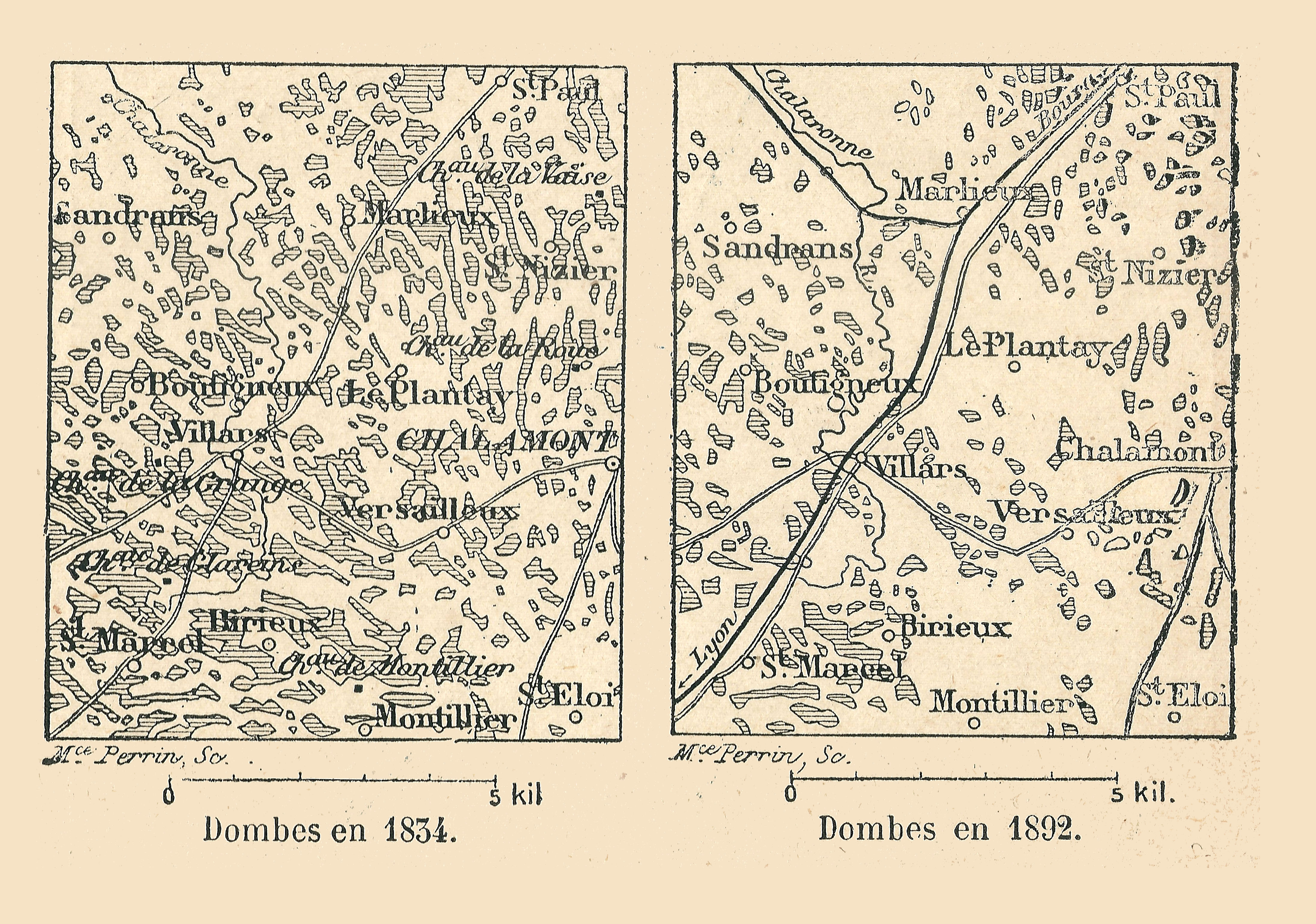
Plan d'assèchement de la Dombes entre 1834 & 1892.

Au milieu du XIXe siècle, des moines créent l'abbaye Notre-Dame-des-Dombes au Plantay, afin d'aider à assainir la région marécageuse et limiter les effets de la malaria[réf. nécessaire]. Cette maladie est en effet un fléau à cette époque et les étangs sont remis en cause.
En 1864, la Compagnie de la Dombes est créée pour y faire passer une ligne de chemin de fer et « dessécher et mettre en valeur dans un délai de dix ans, à partir du 15 juillet 1864, six mille hectares au moins d'étangs, dont la suppression aura préalablement été approuvée par l'administration, soit en acquérant lesdits étangs pour les transformer directement en prairies, bois et terres arables, soit en provoquant leur dessèchement et leur mise en valeur au moyen de primes payées aux propriétaires, en numéraire, en travaux agricoles, en construction, en engrais ou de toute autre manière. Sont comptés dans cette surface les étangs qui seront supprimés par le passage du chemin de fer, dans une zone de deux kilomètres de chaque côté de la voie ».

### XXesiècle
Le programme d'assèchement est stoppé par la loi proposée par le sénateur de l'Ain, Alexandre Bérard, en 1901, qui favorise la remise en eau des étangs. La région devient, avec la proximité de Lyon, un terrain de choix pour les activités telles que la chasse et l'équitation.
À partir des années 1950, le développement urbain, notamment de Lyon, et l'évolution des pratiques agricoles exercent de fortes pressions sur la Dombes, avec un fort exode rural, puis un mouvement de reflux des Lyonnais grâce au développement de la voiture, engendrant un phénomène de périurbanisation. Par ailleurs, l'intensification agricole se traduit par une transformation des prairies permanentes en cultures céréalières, menaçant l'existence même des étangs.

### XXIesiècle
Un projet de parc naturel régional est lancé en 2008 et formalisé en décembre 2013 dans la création d'une association de préfiguration. Il est néanmoins abandonné en 2016.
Depuis 2004, la Dombes est intégrée au réseau Natura 2000 pour une superficie de 47 656 ha.
Le 22 mars 2023, la Dombes est devenue un site Ramsar, sous le numéro 2 500 pour une superficie de 47 659 ha. La gestion du site est assurée par la Communauté de communes de la Dombes.

## Héraldique
| Blason | Blasonnement : D'azur aux trois fleurs de lys d'or et au bâton péri en bande de gueules. Commentaires : La Dombes ne possède pas d'armoiries propres. Ce blason est celui utilisé par le duc du Maine, prince légitimé, et ses fils, derniers souverains de la Dombes au XVIIIe siècle. |

## Économie

### Industrie
À l’époque de la souveraineté de Dombes, l'étirage de l'or et de l'argent, en vue d'en faire des fils propres à décorer les tissus précieux, était un monopole royal en France. Pour tréfiler, il fallait passer par les argues royales (machines servant à l'étirage du métal) de Lyon ou de Paris. Or, Trévoux étant situé à seulement 25 km au nord de Lyon et bénéficiant d'immunités fiscales puisque située en dehors du royaume de France, les tireurs d'or comprirent rapidement l'intérêt qu'ils auraient à s'y établir. Ils s'installèrent en masse à Trévoux et y implantèrent durablement une industrie qui prospéra jusqu'à la seconde guerre mondiale. À la fin du XIXe siècle, les Trévoltiens se spécialisèrent dans la fabrication de « filières » en diamant (pièces à travers laquelle on passe le métal en force afin de l'affiner), faisant de Trévoux la capitale mondiale de la filière en diamant.

### Pisciculture
La Dombes abrite à elle seule près de 18 % de la surface nationale des étangs exploités. Ces piscicultures extensives sont gérées par quelque 300 pisciculteurs qui produisent 21 % de la production piscicole nationale (1 600 t) dont :
- 27 % des carpes élevées en France ;
- 21 % des brochets.

La moitié de la production est destinée au marché et l’autre au repeuplement des étangs par les sociétés de pêche. On constate aussi le développement de l'élevage de truites et une multiplication des étangs et lacs consacrés exclusivement à la pratique de la pêche à la mouche.
Cette économie a été perturbée en 2006 par l'apparition du virus Influenza 1 H5N1 HP dans la région, qui a justifié une interdiction d'approcher les berges, ce qui a empêché certains pisciculteurs de travailler.

## La Dombes dans la culture

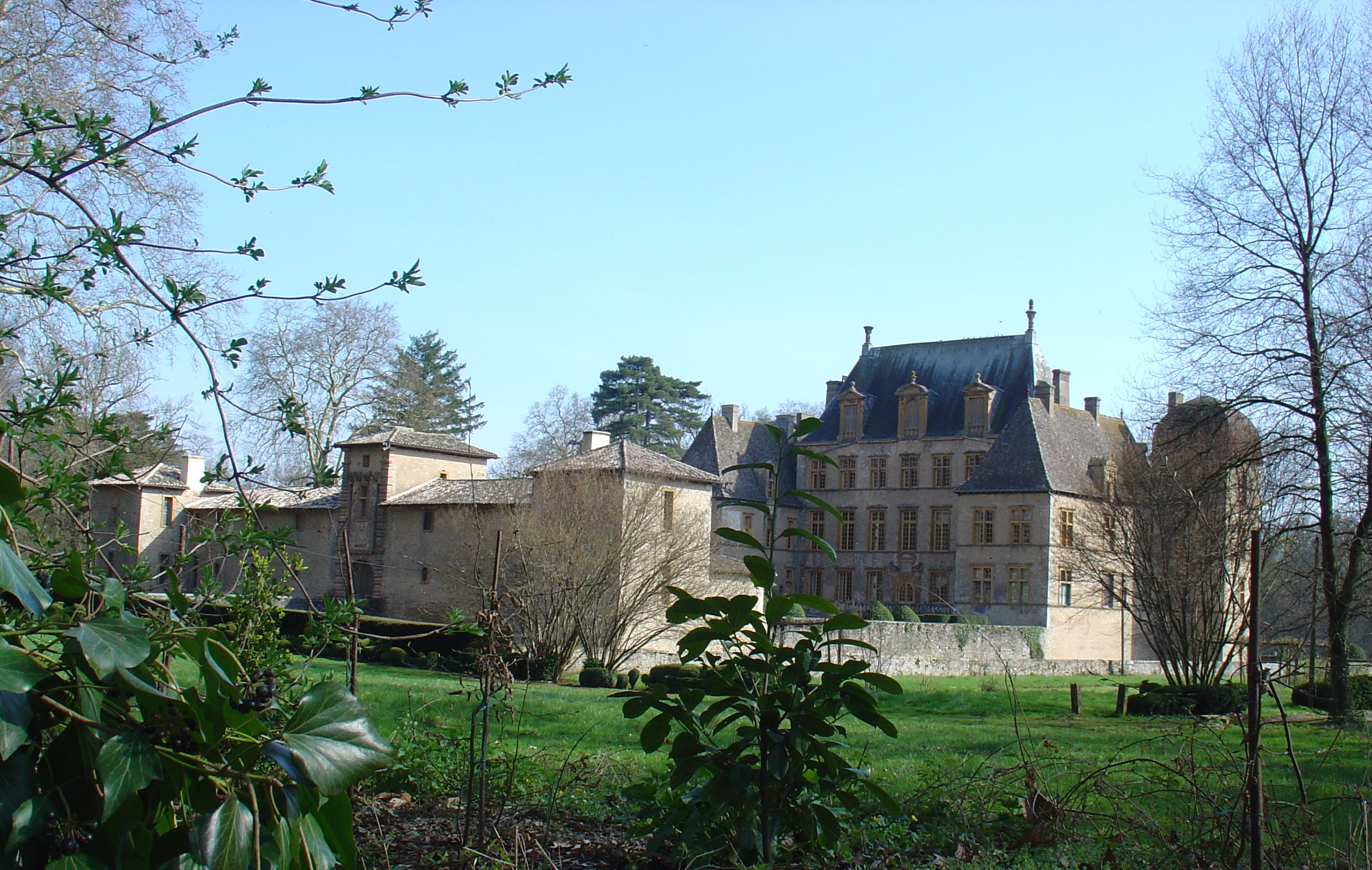
Le château de Fléchères à Fareins

Le château de Fléchères est un lieu de tournage souvent utilisé au cinéma.

### Cinéma
- 1969, Le Diable par la queue de Philippe de Broca (château de Fléchères)
- 1992, L'Affût de Yannick Bellon
- 1996, Ridicule de Patrice Leconte : un jeune noble des Dombes (Charles Berling), féru de progrès, se rend à la cour de Louis XVI à Versailles afin d'obtenir les moyens d'assécher les marais ; paraissant ridicule aux yeux de nombre de courtisans, il échoue et, rentré chez lui, se rallie ensuite à la Révolution.
- 1999, Les Enfants du marais de Jean Becker
- 2006, Le Temps des porte-plumes de Daniel Duval
- 2008, Papillon noir de Christian Faure
- 2009, La Marquise des ombres (téléfilm) d'Édouard Niermans (château de Fléchères)
- 2010, Les Lyonnais d'Olivier Marchal (château de Fléchères, où a lieu une nuit de tournage[pas clair])
- 2012, La Religieuse de Guillaume Nicloux (château de Fléchères)

### Télévision
- 2010, Isabelle disparue de Bernard Stora (réalisateur) avec Line Renaud et Bernard Le Coq

### Festival «Cuivres en Dombes»
Ce festival, consacré aux musiques de cuivres, a lieu depuis 1996 dans les châteaux et autres lieux patrimoniaux, la dernière semaine de juillet.

### Sources
- Marie-Nicolas Bouillet  et Alexis Chassang (dir.), « Dombes » dans Dictionnaire universel d’histoire et de géographie, 1878 (lire sur Wikisource)